# Christina Jonung
Elin Britken Christina Jonung, född Ros 17 december 1945 i Lund, är en svensk nationalekonom. Hon är sedan 1968 gift med Lars Jonung.
Jonung, som är dotter till länsjägmästare Wilhelm Ros och friherrinnan Britken Ehrensvärd, blev politices magister vid Lunds universitet 1968, Master of Arts vid University of California 1971 och filosofie licentiat vid Lunds universitet 1985. Hon var verksam som forskare och lärare på nationalekonomiska institutionen vid Lunds universitet från 1971 och har även varit studierektor där. Hon var visiting lecturer vid University of Virginia 1976 samt visiting scholar vid Boston University och University of Oregon 1987. Hon har bedrivit forskning om yrkessegregering efter kön, jämställdhetsfrågor och genusperspektiv på nationalekonomin.